# Ruvo del Monte
Ruvo   del Monte község (comune) Olaszország Basilicata régiójában, Potenza megyében.

## Fekvése
A megye északnyugati határán fekszik. Szomszédos települések: Atella, Calitri, Rapone, Rionero in Vulture és San Fele.

## Története
A település már az ókorban létezett. Vergilius Aineászában Rufras néven szerepel, korabeli latin neve Rubrum és Rufrum volt. Első írásos említése 1045-ből származik. A 17. században vette fel a del Monte jelzőt megkülönböztetésként a pugliai Ruvótól. A 19. század elején, amikor a Nápolyi Királyságban felszámolták a feudalizmust, önálló község lett.

## Népessége
A népesség számának alakulása:

## Főbb látnivalói
- San Rocco-templom
- Santissima Annunziata-templom
- San Giuseppe-templom
- San Tommaso del Piano di Ruvo-kolostor
- Sant’Antonio-templom
- Sant’Anna-templom
- Santa Maria Assunta-templom